# Inanda (KwaZulu-Natal)
Inanda (isiZulu: Pleasant Place) è una cittadina che si trova nella provincia di KwaZulu-Natal, in Sudafrica, situata a 24 chilometri da Durban. Amministrativamente appartiene alla Municipalità metropolitana di Ethekwini e nel 2011 aveva una popolazione di quasi 160 000 abitanti. Vi nacque John Langalibalele Dube.